# Taras Prokhasko
Taras Prokhasko (en ukrainien : Тарас Богданович Прохасько ; né le 16 mai 1968 à Ivano-Frankivsk) est un romancier, essayiste et journaliste ukrainien. Avec Iouri Androukhovytch, il est un représentant majeur du phénomène Stanislav. L’écriture de Taras Prokhasko est souvent associée au réalisme magique, son roman « The UnSimple » a été comparé[Par qui ?] à Cent ans de solitude de Gabriel Garcia Márquez. Biologiste par ses études, les traits de la prose de Prokhasko ont été comparés à "la philosophie de la plante" pour leur caractère dense et méditatif .

## Biographie
Taras Prokhasko a étudié la botanique à l’Université de Lviv. En 1989-1991, il a participé aux manifestations étudiantes pour l’indépendance de l’Ukraine. Après l’obtention de son diplôme, il a eu différents emplois à l’Institut de foresterie carpatique d'Ivano-Frankivsk, professeur d’école, barman, animateur sur la radio "Vezha", il travaille dans des galeries d’art, des journaux et à la télévision. En 1992-1994, il dirige la revue littéraire avant-gardiste "Chetver". En 1993 et 1994, il a joué dans les courts métrages "Fleurs de St. François" et "Fuite d'Égypte" (vainqueur du festival d’art vidéo de Delyatyn). Il a travaillé comme journaliste dans les journaux "Express", "Postup", "Telekrytyka" et "Halytskyi korespondent". En 2004, Prokhasko a passé plusieurs mois à Cracovie sur la bourse de la fondation « Stowarzyszenie Willa Decjusza — Homines Urbani ».

## Récompenses
- 1997 : prix Smoloskyp
- 2006 : premier pix pour une fiction du journal "Korespondent"
- 2007 : troisième pour un documentaire écrit du journal "Korespondent"
- 2007 : prix Joseph Conrad de l'Institute Polonais à Kiev
- 2013 : 
  - BBC Book of the Year pour "Who will make the snow",
  - Prix Iouriy-Cheveliov pour Un seul et même,
  - Prix LitAkcent de l’année pour "Who will make the snow"[2]
- du prix national Taras-Chevtchenko en 2020[3].

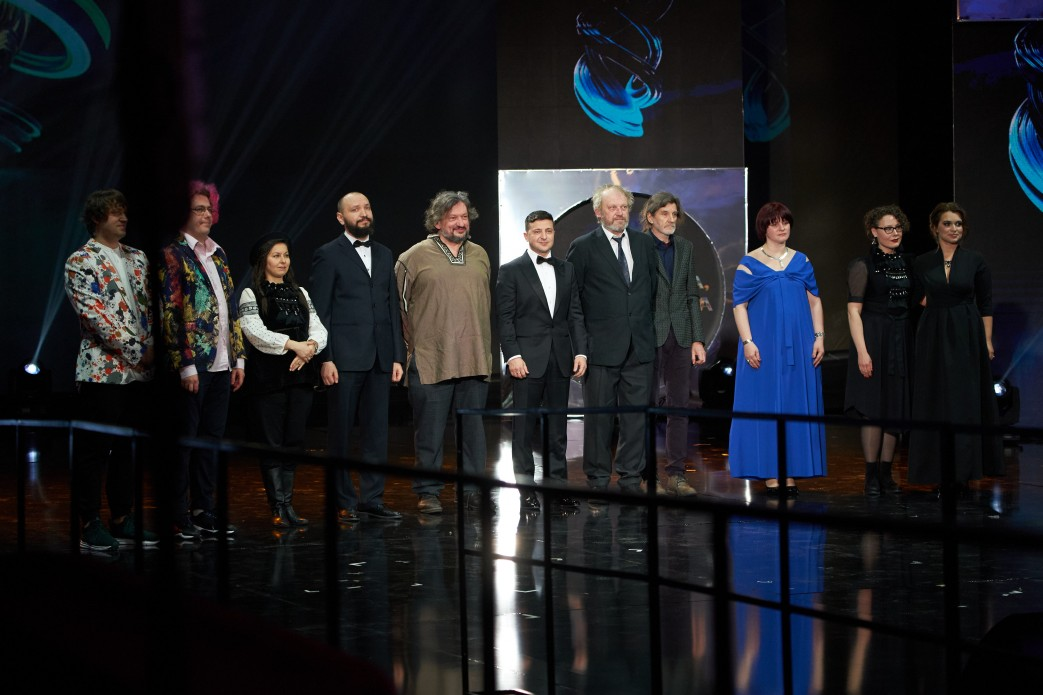
Recevant le prix Chevtchenko avec Marianna Kiyanovska, Vladislav Troïtsky et Roman Grygoriv.

### Traductions
Les écrits de Prokhasko ont été traduits en anglais, en allemand, en polonais, en biélorusse et en russe.
- Taras Prokhasko (trad. Iryna Dmytrychyn et Emmanuel Ruben), « La limite orientale de l'aire naturelle du hêtre », dans Iryna Dmytrychyn et Emmanuel Ruben (dir.), Hommage à l'Ukraine, Stock, coll. « La Cosmopolite », 2022 (ISBN 978-2-234-09455-0)